# Ellsworth Bunker
Ellsworth F. Bunker (11 tháng 5 năm 1894 – 27 tháng 9 năm 1984) là doanh nhân và nhà ngoại giao người Mỹ (từng là Đại sứ Mỹ tại Argentina, Ý, Ấn Độ, Nepal và Việt Nam Cộng hòa). Ông có lẽ được biết đến nhiều nhất với vai trò diều hâu trong cuộc chiến ở Việt Nam và Đông Nam Á trong suốt thập niên 1960 và 1970. Tính đến tháng 6 năm 2021, Bunker là một trong hai người được nhận Huân chương Tự do Tổng thống hai lần, và là người duy nhất hai lần được nhận Huân chương Tự do.

## Thân thế và học vấn
Ellsworth Bunker chào đời tại Yonkers, New York, ông là trưởng nam trong số ba người con của George Raymond Bunker và Jeanie Polhemus (nhũ danh Cobb), xuất thân từ danh gia vọng tộc gốc gác từ dân định cư Hà Lan thuở ban đầu bao gồm gia đình Evertson (của Chín Đồng sự Vĩ đại) và gia đình Schuyler. Bà cố của ông là Eliza Brodhead Polhemus nhũ danh Heyer là cháu gái của Stephen Whitney, nổi tiếng là người Mỹ giàu có nhất vào thời của ông chỉ đứng sau John Jacob Astor, trong khi người anh họ đầu tiên của bà tên gọi Charles Suydam là anh rể của cháu trai của Astor tên William Backhouse Astor Jr. và vợ là Caroline Schermerhorn Astor.
Cha của Bunker là một trong những người sáng lập kiêm chủ tịch hội đồng quản trị của Công ty Tinh luyện Đường Quốc gia. Em trai của ông tên Arthur Hugh Bunker (29 tháng 7 năm 1895 – 19 tháng 5 năm 1964), cũng là một doanh nhân nổi tiếng, chủ tịch ủy ban điều hành của Ban Sản xuất Chiến tranh (1941–1945) trong Thế chiến thứ hai, chủ tịch rồi sau lên làm chủ tịch hội đồng quản trị hãng American Metal Climax (AMAX). Ông kết hôn với nữ diễn viên kiêm nhà văn Isabel Leighton.
Ellsworth Bunker theo học làm luật sư và tốt nghiệp Đại học Yale năm 1916. Trong Thế chiến thứ hai, ông giữ chức chủ tịch ủy ban cố vấn đường mía trực thuộc Ban Sản xuất Chiến tranh.

## Sự nghiệp ngoại giao

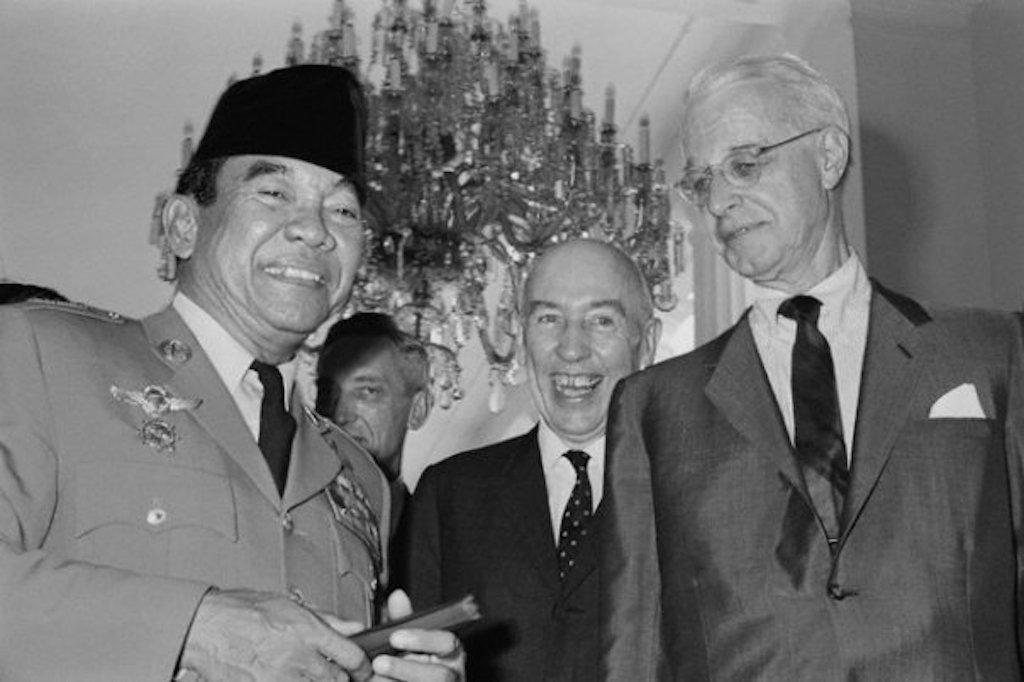
Ellsworth Bunker với Tổng thống Indonesia Sukarno tại Dinh Merdeka trong chuyến thăm Jakarta, Indonesia vào tháng 3 năm 1965.

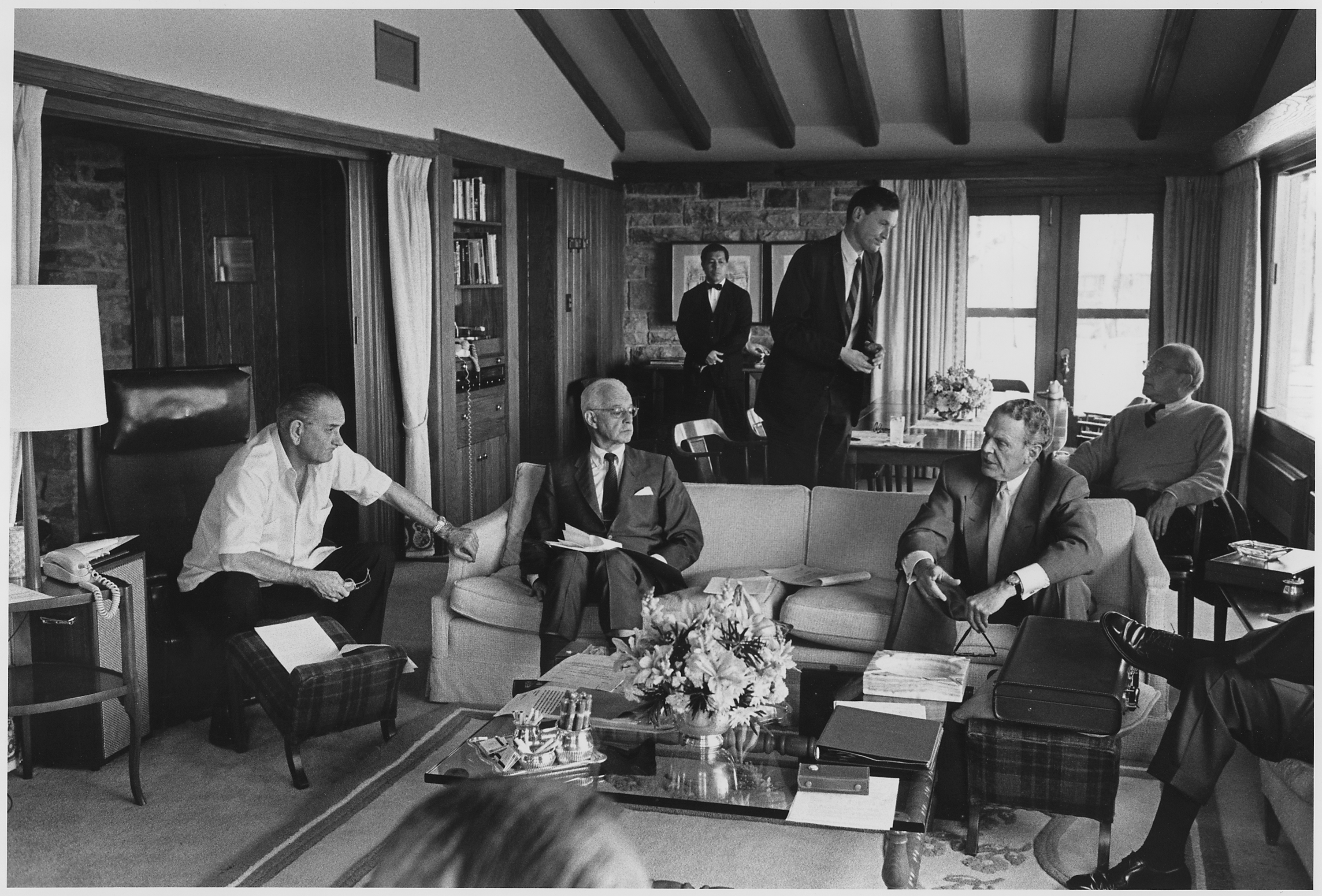
Ellsworth Bunker với Tổng thống Lyndon B. Johnson và Bộ trưởng Quốc phòng Clark Clifford tại Trại David, Maryland vào tháng 4 năm 1968.

Bunker lần đầu tiên vào làm việc trong công ty của cha mình mang tên Công ty Tinh luyện Đường Quốc gia, để rồi cuối cùng trở thành chủ tịch công ty này kế nhiệm Horace Havemeyer Sr. vào năm 1942. Ông nghỉ hưu trên cương vị giám đốc điều hành hoạt động vào năm 1951 và bỏ tiền mua lại một trang trại bò sữa rộng 600 mẫu Anh ở Putney, Vermont. Ông vẫn còn là thành viên hội đồng quản trị của Công ty Tinh luyện Đường Quốc gia cho đến năm 1966.
Về sau, ông chuyển sang làm việc cho chính phủ Mỹ dưới thời chính quyền Harry S. Truman, khi Truman bổ nhiệm ông làm Đại sứ tại Argentina vào tháng 4 năm 1951. Tiếp theo ông là Đại sứ tại Ý vào tháng 2 năm 1952. Từ tháng 11 năm 1953 cho đến tháng 11 năm 1956, ông là chủ tịch của Hội Chữ thập đỏ Hoa Kỳ. Tháng 11 năm 1956, Dwight D. Eisenhowerđã bổ nhiệm ông làm Đại sứ tại Ấn Độ và Nepal, và tuyên thệ nhậm chức vào tháng 12 năm 1956, chính tại đây mà ông đã đóng một vai trò quan trọng trong liên minh bí mật chống lại Trung Quốc giữa hai cường quốc. Ông được John Kenneth Galbraith thay thế chức đại sứ vào năm 1961. Sang năm 1962, ông đóng vai trò là người hòa giải phía Mỹ trong Thỏa ước New York về Tây New Guinea.
Sau một thời gian trở lại Washington, D.C., ông được bổ nhiệm làm Đại sứ Mỹ tại Tổ chức các quốc gia châu Mỹ nhiệm kỳ 1964–1966. Tổng thống Lyndon B. Johnson đã bổ nhiệm ông làm Đại sứ Mỹ tại Việt Nam Cộng hòa nhiệm kỳ 1967–1973. Hồi còn ở Sài Gòn, ông ra sức ủng hộ mạnh mẽ các nỗ lực chiến tranh của cựu Tổng thống Johnson và tân Tổng thống Richard Nixon, đồng thời hoan nghênh nước Mỹ đưa quân xâm nhập Lào và Campuchia nhằm ngăn chặn đà tiến công của cộng sản. Sau khi chiến tranh Việt Nam kết thúc vào ngày 30 tháng 4 năm 1975, Bunker đứng đầu phe nhóm Mỹ tham gia vào việc soạn thảo bản Hiệp ước Torrijos–Carter năm 1977.
Bunker được trao tặng Huân chương Tự do Tổng thống Xuất sắc tới hai lần—lần đầu là do John F. Kennedy trao tặng vào năm 1963 (mặc dù buổi lễ trao thưởng diễn ra trong nhiệm kỳ của Lyndon B Johnson) và lần thứ hai được Lyndon B. Johnson trao tặng vào năm 1967. Ông là một trong hai người duy nhất (người còn lại là Colin Powell) nhận được giải thưởng hai lần và là người duy nhất được trao tẳng giải thưởng này cả hai lần một cách xuất sắc.

## Đời tư
Bunker kết hôn với cô bạn hàng xóm tên Harriet Allen Butler là con gái của Ellen Mudge và George Prentiss Butler tại Yonkers, New York vào ngày 24 tháng 4 năm 1920. Harriet đã kết bạn với Katherine, chị gái của Bunkers khi hai cô gái theo học Trường Miss Porter ở Farmington, Connecticut. Họ có với nhau ba người con tên là John Birkbeck, Samuel Emmet và Ellen Mudge. Bà mất năm 1964.
Ngày 3 tháng 1 năm 1967, ông kết hôn với vị đại sứ đồng nghiệp Caroline Clendening "Carol" Laise ở Katmandu, Nepal. Bà mất năm 1991. Đại sứ Laise từng là bạn thân người vợ quá cố của Bunker.
Bunker qua đời trong trang trại bò sữa của mình ở Putney, Vermont. Lễ tang có sự tham dự của người bạn tốt và hàng xóm của ông là cựu thượng nghị sĩ George Aiken và cựu tổng thống Richard M. Nixon. Aiken chết hai tháng sau đó.
Người con giữa của ông, John Birkbeck Bunker (8 tháng 3 năm 1926 – 26 tháng 5 năm 2005), viên trung úy đầu tiên trong Thế chiến thứ hai, chết vì bệnh ung thư tại nhà riêng ở Wheatland, Wyoming hưởng thọ 79 tuổi.